# 黄瑞纶
黄瑞纶（1903年2月22日—1975年1月13日），字子荣，男，直隶（今河北）任丘人，中国农业化学家、农用药剂学家、化学教育家，曾任中国化学会常务理事，中国植物保护学会副理事长。